# Tellement Sport
Tellement Sport est une émission de télévision diffusée sur le site Web de Radio-Canada et animée par le journaliste sportif Marc Durand. Le contenu se centre sur les multiples facettes dans la vie des athlètes d'élite du Québec et du Canada. On y trouve des reportages, articles, vidéos, entrevues et bien plus. Tellement Sport a remporté le Gémeaux de la meilleure émission sportive en 2010 et a été quatre fois finaliste dans les catégories suivantes : émission sportive de l'année (2009, 2011) et animateur, émission sportive de l'année (2009, 2010).

## Équipe
Animateur

Marc Durand
Journalistes

Jean-Patrick Balleux

Goran Doric
Recherchiste

Brigitte Légaré
Assistantes à la réalisation

Madeleine Racicot

Faby Deschênes
Réalisateurs

Marc Durand

Réal Desrosiers

Carine Ouellet

Thomas Rinfret

Réalisateur-coordonnateur

Martin Roberge
Chef de production

Benoît Pichette
Rédacteur en chef opérations

Bruno Montpetit
Premier rédacteur en chef

Saïd Khalil 